# クリニカ・モバイル
クリニカ・モバイル ( clinica mobile, イタリア語読みでクリニカ・モビレとも ) は、クラウディオ・コスタ医師により運営される、オートバイレースで負傷を負ったライダーに応急処置等を施す移動診療所である。　

## クリニカ・モバイルの歴史

### クリニカ・モバイルの誕生
1976年、ケッコ・コスタ医師（クリニカ・モバイルの現責任者であるクラウディオ・コスタ医師の実父）はヘルメットメーカーのAGV社の創業者 Gino Amisano の経済的支援により、医療設備を備えた最初の車両(初代クリニカ・モバイル)を完成させた。この車両をレース期間中のサーキットに常駐させ、ライダーが負傷した場合に応急処置を施すことになる。
翌1977年5月1日、クリニカ・モバイルはザルツブルクリンクで開催されたロードレース世界選手権第2戦オーストリアGPで初出動を果たす。350ccクラスのレースでは5人のライダー(パトリック・フェルナンデス、フランコ・ウンチーニ、ハンス・シュタデルマン、ディーター・ブラウン、ジョニー・チェコット)が高速コーナーで同時に転倒、全員が深刻な重傷を負い、クリニカ・モバイルは初戦にして大きな試練を経験することになった。
クリニカ・モバイルの医師たちは犬に襲われながらも現場に駆けつけ、すでに呼吸が止まっていたウンチーニの蘇生に成功する。しかし不幸にも、一番重篤だったシュタデルマンは応急処置の甲斐なく命を落としてしまう。またブラウンは目に深刻なダメージを負い、レーサーとしてのキャリアを終えることになった。
応急処置を遅らせる原因になった警備体制についてオーガナイザー側がライダーたちの猛抗議を受けた一方、クリニカ・モバイルはグランプリレースシーンにおいてかけがえのない存在となり、その後もグランプリ等のバイクレースに帯同し多くのライダーの命を救っていった。

### 2代目クリニカ・モバイル
1981年にはイタリアのモーターサイクル連盟の援助により、より大きくなり、設備も充実した2代目クリニカ・モバイルが完成した。1981年から1987年の間、毎年延べ300人ものライダーがレースアクシデントで負った怪我の治療を受けることになった。
1982年4月、イモラでおこなわれた200マイル耐久レースでクラッシュし、一時心肺停止状態に陥ったグラツィアーノ・ロッシの命を救う。この日母親に連れられてパドックを訪れていた息子のバレンティーノ(当時3歳)も十数年後グランプリにデビューし、何度もクリニカ・モバイルの世話になることになる。

### 3代目クリニカ・モバイル
1988年5月、ロードレース世界選手権第5戦ネイションズGPの舞台となったイモラで、ベッド数を3つに増やす等設備充実させた3代目クリニカ・モバイルが披露された。新しい診療所の初めての患者となったのは、数日前のテスト走行で右足を5箇所も骨折したワイン・ガードナーだった。応急処置を受けたガードナーは決勝では2位表彰台に立ち、歓喜と痛みで涙を流した。ガードナーはこの日のレース賞金をクリニカ・モバイルに寄付した。
レース開催後、クリニカ・モバイルはローマに立ち寄り、ヨハネ・パウロ2世の祝福を受けている。また2代目クリニカ・モバイルは、この後スーパーバイク世界選手権を担当することになった。

### 4代目クリニカ・モバイル
1996年のGPでは延べ579人のライダーが転倒し、またマッサージ等の理学療法のニーズも高まることになり、翌1997年5月、ヘレスで行われたスペインGPにおいて、ベッド数が5つになった4代目クリニカ・モバイルが披露された。この日はスペイン国王フアン・カルロス1世の訪問を受けている。

### 5代目クリニカ・モバイル
2002年5月、再びヘレスでのスペインGPにおいて、さらに設備が充実し、ベッド数が8つになった5代目クリニカ・モバイルが披露された。発表のセレモニーにはミック・ドゥーハン、ケニー・ロバーツ、フランコ・ウンチーニ、ウェイン・レイニーら往年の名ライダーが立ち会った。
現在クリニカ・モバイルは多くの企業からの寄付により運営されており、車両には沢山の企業のロゴが貼られている。